# Trance 80's Vol 1
Trance 80's Vol. 1  gavs ut under 2002 som en dubbel CD av Polystar Records

## Låtlista

### CD1
1. Groove Coverage  Moonlight Shadow (3:02)
2. Liquid Dance  First Time (2:49)
3. Anaconda I Need A Hero (3:35)
4. LMF  Time Of My Life (3:35)
5. Novaspace  To France (3:36)
6. Camino Feels Like Heaven (3:21)
7. Eve  The Only Way Is Up (3:26)
8. Ferris  Living Without Your Love (4:35)
9. DJ Sammy & Yanou Feat. Do  Heaven (3:53)
10. Gavin & Nox  Gold (3:32)
11. Eva Luna  Tell Me Lies (3:26)
12. DJs@Work  Someday (3:45)
13. Full Gainer Feat. Scotty  Right Here Waiting (3:37)
14. Erazor  One Night In Bangkok (3:35)
15. Fragrance  Don't Break My Heart (4:06)
16. Aquagen  Hard To Say I'm Sorry (3:20)
17. Scooter  Nessaja (3:28)
18. Legend B.  Voyage Voyage (3:44)
19. Yanou Feat. Dominique van Hulst  On And On (3:47)
20. Woody van Eyden  Together (2:38)

### CD2
1. Jan Wayne  Because The Night (3:30)
2. Sunfactor Feat. Eileen I Won't Let You Down (3:30)
3. Waxxman Feat. Ian Cussick  Music (3:30)
4. Novaspace  Time After Time (3:43)
5. Angel One Everybody's Free (3:42)
6. Resource  (I Just) Died In Your Arms (3:27)
7. Vincent Parker  Hello (4:00)
8. Moonwalker   Such A Shame (3:49)
9. Kiki[förtydliga]  We Belong (3:53)
10. Interactive  Forever Young (3:28)
11. Return Feat. Michael Sembello  Maniac 2002 (3:47)
12. Perfecto  Anything For Love (3:08)
13. Ravelab  Send Me An Angel (3:31)
14. Mad House  Like A Prayer (3:36)
15. Virtuoso  Stay With Me (5:01)
16. Mario Lopez  The Sun Always Shines On TV (3:21)
17. Gigi D'Agostino  The Riddle (3:19)
18. DJs@Work  Time To Wonder (3:23)
19. Pulsedriver  Cambodia (3:48)
20. DJ Quicksilver Feat. Base Unique  Always On My Mind (3:26)